# Sclerocrangon boreas
Sclerocrangon boreas är en kräftdjursart som först beskrevs av Phipps 1774.  Sclerocrangon boreas ingår i släktet Sclerocrangon och familjen Crangonidae. Inga underarter finns listade i Catalogue of Life.